# تخم‌مرغ‌های آزاد

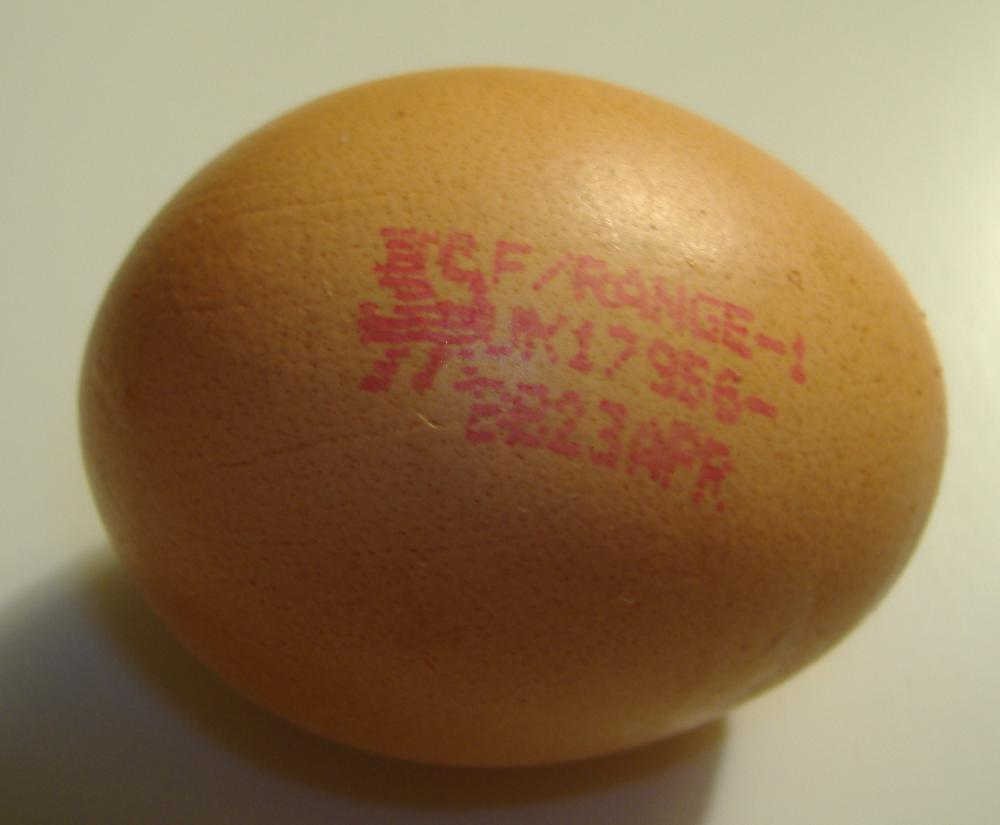
یک تخم مرغ محلی خریداری شده در بریتانیا

تخم‌های پرورشی در فضای باز، تخم‌هایی هستند که از پرندگانی تولید می‌شوند که نگهداری آنها در فضای باز مجاز است. اصطلاح «آزادراه» بسته به کشور و قوانین مربوطه ممکن است به‌طور متفاوتی استفاده شود،
تخم‌مرغ‌های مرغ‌هایی که فقط در فضای بسته نگهداری می‌شوند، ممکن است با برچسب‌های بدون قفس، انباری ، انباری یا مرغداری نیز شناخته شوند که از سیاست‌های صدور گواهینامه شادی حیوانات پیروی می‌کنند و به عنوان «مرغ‌های شاد» یا «تخم‌مرغ‌های شاد» نیز شناخته می‌شوند. این با پرندگانی که در سیستم‌هایی با برچسب قفس‌های باتری یا قفس‌های مبله پرورش می‌یابند، متفاوت است.

## تعریف حقوقی
استانداردهای قانونی تعریف‌کننده محدوده آزاد می‌تواند بسته به کشور متفاوت یا اصلاً وجود نداشته باشد. سازمان‌های نظارتی مختلف، آژانس‌های دولتی و گروه‌های صنعتی، معیارهای متفاوتی را در مورد وضعیت «آزادزی» و «بدون قفس» رعایت می‌کنند. در ماساچوست، پیشنهادی برای ممنوعیت فروش گوشت یا تخم‌مرغ حیوانات قفسی، صرف نظر از محل پرورش آنها، مطرح شد. این تغییر بالقوه از تولید در قفس به تولید خارج از قفس، نگرانی‌هایی را در میان گروه‌های صنعت تخم‌مرغ ایجاد کرده است. آنها نگرانند که این امر منجر به افزایش قابل توجه قیمت تخم مرغ شود، خرید آن را برای بسیاری از مصرف‌کنندگان غیرممکن کند و به‌طور بالقوه به صنعت تخم مرغ آسیب برساند.

### ایالات متحده
وزارت کشاورزی ایالات متحده آمریکا (USDA) الزام می‌کند که تولیدکنندگان تخم‌مرغ بتوانند ثابت کنند که مرغ‌های تخم‌گذار «آزادزی» به فضای باز دسترسی دارند. با این حال، هیچ نظارتی از سوی دولت بر کیفیت محیط خارجی یا میزان زمانی که مرغ به آن دسترسی دارد، وجود ندارد. بسیاری از تولیدکنندگان، علاوه بر برچسب «آزاد» یا به جای آن، برچسب «بدون قفس» را برای تخم‌مرغ‌های خود به کار می‌برند. اخیراً، برچسب‌های تخم‌مرغ در ایالات متحده اصطلاح «انبارگرد» را نیز شامل می‌شوند تا منبع تخم‌مرغ‌هایی را که توسط مرغ‌هایی گذاشته می‌شوند که نمی‌توانند آزادانه در اطراف بگردند، اما به جای قفس‌های محدودتر، در انبار نگهداری می‌شوند، دقیق‌تر توصیف کنند.

#### مناظره

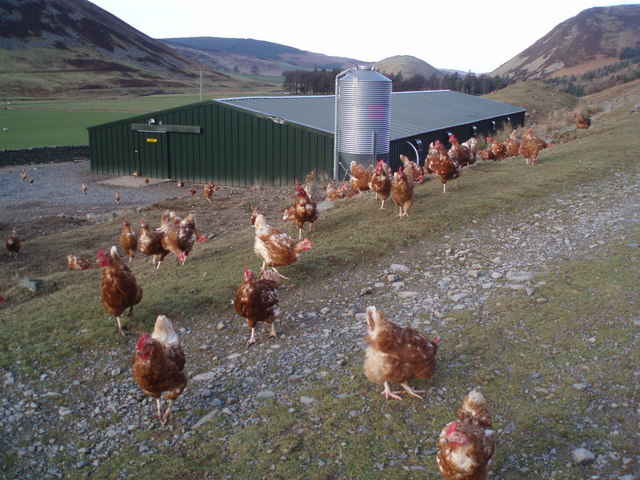
مرغ‌های تجاری پرورشی در فضای باز

تخم‌مرغ‌های بدون قفس، موضوع بحث‌های داغی در ایالات متحده بوده‌اند. در سال ۲۰۱۵، طرحی در ماساچوست پیشنهاد شد که فروش گوشت یا تخم‌مرغ «از حیوانات قفسی پرورش‌یافته در هر کجای کشور» را در داخل ایالت ممنوع می‌کرد. این تغییر از پرورش در قفس به پرورش بدون قفس برای گروه‌های صنعت تخم‌مرغ نگران‌کننده است، زیرا آنها معتقدند که این امر باعث افزایش قیمت تخم‌مرغ تا حدی می‌شود که مصرف‌کنندگان توانایی خرید آنها را ندارند و در نتیجه باعث کاهش کلی صنعت تخم‌مرغ می‌شود. مدافعان رفاه حیوانات استدلال می‌کنند که هزینه‌ها به آن شدتی که گروه‌های صنعتی انتظار دارند تغییر نخواهد کرد و قیمت تخم‌مرغ تقریباً ثابت خواهد ماند زیرا محل نگهداری پرندگان تفاوت زیادی در هزینه ایجاد نمی‌کند. گروه‌های صنعت تخم‌مرغ در تلاشند تا «به قانون‌گذاران، رأی‌دهندگان و مصرف‌کنندگان در مورد مزایا و مقرون‌به‌صرفه بودن استفاده از قفس» آموزش دهند یا آن را به آن‌ها نشان دهند. کشاورزان و تولیدکنندگان محلی می‌گویند که این تغییر در صورتی رخ خواهد داد که مصرف‌کنندگان بخواهند؛ آنها با داشتن پرندگان در داخل یا خارج از قفس سازگار خواهند شد. نه تنها بحث‌هایی بین صنعت تخم‌مرغ و طرفداران رفاه حیوانات وجود دارد، بلکه مردم در مورد اینکه آیا این موضوع باید توسط دولت فدرال یا صنعت تخم‌مرغ رسیدگی شود، نیز بحث می‌کنند.

#### رشد
محبوبیت تخم‌مرغ‌های بدون قفس در ایالات متحده در سال‌های اخیر به‌طور قابل توجهی افزایش یافته است. در سال ۲۰۱۲، تقریباً ۵٪ از مرغ‌های تخم‌گذار ایالات متحده در سیستم‌های بدون قفس نگهداری می‌شدند. تا مارس ۲۰۲۴، این رقم به ۴۰ درصد افزایش یافته بود. اگرچه سیستم‌های بدون قفس بدون چالش نیستند، اما به نظر می‌رسد صنعت در حال گذار به سمت این مدل به عنوان استاندارد غالب است. چندین ایالت آمریکا قانونی را تصویب کرده‌اند یا در حال بررسی آن هستند که فروش تخم‌مرغ‌های مرغ‌های پرورش‌یافته در قفس‌های سنتی را ممنوع می‌کند. برای مثال، کالیفرنیا قبلاً چنین ممنوعیتی را اجرا کرده است. بازیگران اصلی این صنعت، مانند کال ماین، بزرگ‌ترین تولیدکننده تخم مرغ در ایالات متحده، سرمایه‌گذاری‌های هنگفتی در تولید مرغداری بدون قفس انجام می‌دهند. کال-مین ۴۰ میلیون دلار برای گسترش عملیات مرغداری بدون قفس خود اختصاص داده است و قصد دارد تا تابستان ۲۰۲۵ پنج مرکز جدید برای نگهداری ۱ میلیون مرغ بدون قفس بسازد.

### اتحادیه اروپا
در اتحادیه اروپا، تولید تخم مرغ بدون قفس شامل انبارها، مرغداری‌های آزاد، ارگانیک (در بریتانیا، سیستم‌ها برای اینکه ارگانیک باشند باید آزاد باشند) و سیستم‌های مرغداری می‌شود. سیستم‌های غیرقفسی می‌توانند تک یا چند طبقه (تا چهار طبقه) باشند، با یا بدون دسترسی به فضای باز. در بریتانیا، سیستم‌های پرورش آزاد محبوب‌ترین جایگزین‌های غیرقفسی هستند که حدود ۴۴٪ از کل تخم‌مرغ‌ها را در سال ۲۰۱۳ تشکیل می‌دهند، در حالی که تخم‌مرغ‌های انباری و ارگانیک روی هم رفته ۵٪ را تشکیل می‌دهند.